# Erhard Wunderlich
Erhard Wunderlich (n. 14 decembrie 1956, Augsburg, Germania – d. 4 octombrie 2012, Köln, Germania) a fost un handbalist german care a făcut parte din lotul echipei naționale de handbal a Germaniei, medaliată cu aur la Campionatul Mondial de Handbal Masculin din 1978 și cu argint olimpic la Los Angeles 1984. Wunderlich a evoluat pe postul de intermediar stânga.

## Biografie

### Echipe de club
Sportivul a început să joace handbal la vârsta de 9 ani la FC Augsburg, dar a jucat și baschet, hochei pe gheață și fotbal. La vârsta de 14 ani s-a decis pentru handbal.
În anul 1976 a semnat cu clubul VfL Gummersbach din Bundesliga. Cu echipa din Gummersbach a câștigat toate titlurile posibile la nivel de club: Cupa Campionilor (1983), Cupa Cupelor (1978, 1979), Cupa IHF (1982), Campionatul Germaniei (1982, 1983) și Cupa DHB (1977, 1978, 1982, 1983). În anii 1982 și 1983 a fost cel mai bun marcator din Bundesliga.
În 1983 Erhard Wunderlich a semnat un contract cu FC Barcelona. Cu echipa spaniolă a câștigat Cupa Cupelor (1984) și Copa del Rey (1984). După un an s-a întors în Germania, la TSV Milbertshofen din liga a II-a. În 1986 echipa din Milbertshofen, un cartier din München, a promovat în Bundesliga. În 1989 el a semnat la VfL Bad Schwartau din liga a II-a. Echipa din nordul Germaniei a promovat în Bundesliga în 1991. După acel sezon Wunderlich s-a retras.

### La echipa națională
Pe 19 noiembrie 1976, la vârsta de 19 ani, Erhard Wunderlich a debutat într-un meci internațional în echipa de senioare a Germaniei, într-o partidă împotriva echipei României la Brașov. Cup echipa Germaniei a câștigat Campionatul Mondial din 1978. Nu a participat la Jocurile Olimpice din 1980 din cauza boicotului după invazia Afganistanului de către armata sovietică. La Campionatul Mondial din 1982, în Germania, a ajuns pe locul 7. La Jocurile Olimpice din 1984 echipa Germaniei a câștigat medalia de argint. S-a retras din echipa națională după Campionatul Mondial din 1986 (locul 7). Wunderlich a jucat pentru Germania 140 de meciuri și a marcat 504 goluri.

### După retragere
După retragerea din activitatea de handbalist, Erhard Wunderlich a fost manager la TSV Milbertshofen și a deținut un hotel. A decedat pe 4 octombrie 2012, la vârsta de 55 de ani, din cauza cancerului de piele.

## Palmares
- Jocurile Olimpice:
  - : 1984
- Campionatul Mondial:
  - : 1978
- Cupa Campionilor:
  - : 1983
- Cupa Cupelor:
  - : 1978, 1979, 1984
- Cupa IHF:
  - : 1982
- Bundesliga:
  - : 1982, 1983
- Cupa Germaniei:
  - : 1977, 1978, 1982, 1983
- Cupa Spaniei:
  - : 1984

## Palmares individual
- Hall of Fame de sport german: 2016[6]
- Cel mai bun handbalist german al secolului: 1999[6]
- Cel mai bun handbalist german al anului: 1982, 1983[6]
- Cel mai bun marcator din Bundesliga: 1982, 1983[6]
- Silbernes Lorbeerblatt (distincție de către președintele Germaniei): 1978, 1983, 1984[6]
- În orașul său natal, Augsburg, o sală de sport și o alee au fost numite în cinstea lui.[10]